# Bankowość transakcyjna
Bankowość transakcyjna – termin obejmujący ogół usług bankowych, które wspomagają obsługę rachunków bieżących, obrót gotówką oraz szeroko rozumiane zarządzanie płatnościami, spływem należności, płynnością i nadwyżkami środków finansowych. Do grupy produktów bankowości transakcyjnej należą zarówno produkty proste (np. rachunki bankowe, karty płatnicze, przelewy bankowe, polecenia zapłaty), ale często także dużo bardziej zaawansowane rozwiązania, np. systemy indywidualnych depozytów, systemy identyfikacji masowych płatności, rachunki skonsolidowane czy cash pooling.
Banki intensywnie rozwijają swoje oferty w zakresie bankowości transakcyjnej. Obserwowany jest także trend polegający na coraz powszechniejszym udostępnianiu rozwiązań projektowanych pierwotnie dla największych klientów (np. operatorów telekomunikacyjnych) średnim, a nawet małym przedsiębiorstwom. Produkty bankowości transakcyjnej to już nie tylko produkty dla masowych odbiorców, ale również rozwiązania dla wąskich grup klientów, a nawet pojedynczych podmiotów.